# Styelidae
Styelidae Sluiter, 1895 è una famiglia di organismi tunicati della classe Ascidiacea.

## Tassonomia
Comprende i seguenti generi:
- Alloeocarpa Michaelsen, 1900
- Amphicarpa Michaelsen, 1922
- Arnbackia Brewin, 1950
- Asterocarpa Brewin, 1946
- Bathyoncus Herdman, 1882
- Bathystyeloides Seeliger, 1907
- Berillia Brewin, 1952
- Botryllocarpa Hartmeyer, 1909
- Botrylloides Milne Edwards, 1841
- Botryllus Gaertner, 1774
- Chorizocarpa Michaelsen, 1904
- Cnemidocarpa Huntsman, 1913
- Dendrodoa MacLeay, 1824
- Dextrocarpa Millar, 1955
- Diandrocarpa Van Name, 1902
- Dicarpa Millar, 1955
- DistomusGaertner, 1774
- Eusynstyela Michaelsen, 1904
- Gynandrocarpa Michaelsen, 1900
- Kukenthalia Hartmeyer, 1903
- Metandrocarpa Michaelsen, 1904
- Monandrocarpa Michaelsen, 1904
- Monandrocarpa (Tokioka, 1953)
- Oculinaria Gray, 1868
- Oligocarpa Hartmeyer, 1911
- Pelonaia Forbes & Goodsir, 1841
- Podostyela Harant & Vernières, 1933
- Polyandrocarpa Michaelsen, 1904
- Polycarpa Heller, 1877
- Polyzoa Lesson, 1831
- Protostyela Millar, 1954
- Psammobotrus Oka, 1932
- Psammostyela Weinstein, 1961
- Seriocarpa Diehl, 1969
- Stolonica Lacaze-Duthiers & Délage, 1892
- Styela Fleming, 1822
- Symplegma Herdman, 1886
- Syncarpa Redikorzev, 1913
- Theodorella Michaelsen, 1922
- Tibitin C.Monniot, 1983